# 人工透析
人工透析（じんこうとうせき）は、腎不全で腎臓の機能が著しく低下した患者に実施する医療行為（処置）の一つで、腎臓の機能を人工的に代替することである。単に透析（とうせき、英語: Dialysis）とも呼ばれる。
腎不全を患った患者が尿毒症になるのを防止するには、外的な手段で血液の「老廃物除去」「電解質維持」「水分量維持」を行う必要がある。
日本では腎不全を解決する腎移植への認知が普及していないため、2017年11月現在で約32万人の透析患者がいる。

## 慢性腎不全と透析
腎臓には糸球体濾過、尿細管の再吸収といった尿の生成、老廃物の排出、免疫、内分泌、代謝といった機能がある。免疫は細胞性免疫への関与が示唆されており、腎不全の患者では細胞性免疫の低下が認められる。また、内分泌には傍糸球体装置によるレニンの分泌やエリスロポエチンの分泌、ビタミンDの活性化、キニン、カリクレイン、プロスタグランジンの分泌などがある。
腎機能障害、慢性腎臓病（CKD: Chronic Kidney Disease）ではこれらの機能が障害されていく。腎機能を示す指標として、尿検査によるタンパク尿、血尿といった所見や、クレアチニンクリアランスを用いられる。採血検査では、血中尿素窒素 (BUN)、クレアチニン (Cr) 値がある。クレアチニンは骨格筋由来の代謝産物であり、体格や運動量の影響を受ける。尿素窒素はタンパク質の代謝産物であり、感染症、ステロイド、消化管出血や食事内容などに影響を受けるため、両者を見ながら腎機能を考えていく必要がある。
腎機能の指標として、上述の指標と併せて糸球体濾過量(GFR)の推算値(eGFR)を用いる。eGFRはクレアチニン値Crと年齢(Age)から
{\displaystyle eGFR=194\times Cr^{-1.094}\times Age^{-0.287}}
（男性の場合。女性はさらに0.739倍）
で求められ、その値から次のように区分される。
|     | eGFR   | 目安               |
| G1  | >90    | 正常または高値     |
| G2  | 60～90 | 正常または軽度低下 |
| G3a | 45～59 | 軽度～中等度低下   |
| G3b | 30～44 | 中等度～高度低下   |
| G4  | 15～29 | 高度低下           |
| G5  | <15    | 末期腎不全(ESKD)   |

この区分がG5である場合、あるいは上述の別の指標の程度によっては、より軽度な区分であっても透析が検討される。
病状の進行が緩慢であった場合には、クレアチニンクリアランスが10mL/minを切るまで通常の生活を送る上で自覚症状が乏しい場合も多く、倦怠感などで病院を訪れて血液検査を行って初めて腎臓がほとんど機能していないと知ることもある。
透析はクレアチニンクリアランスが10mL/分（非透析時も含めた時間平均値）の血液浄化能力しかないため、かなりの時間的制約があるにも関わらず活動、食事などに関しては慢性腎不全と同様に制限を加えなければならない治療法である。そのため、透析導入をできるだけ遅らせる治療がなされている。それが降圧薬による血圧コントロールや食事療法である。旧厚生省研究班の透析導入基準（案）によれば、臨床症状、腎機能（検査値）、日常生活障害度、年齢によって腎機能障害のスコア化を行い、60点以上となったら透析導入を行う、と定めている。ただし、基礎疾患が糖尿病である場合、60点に達していなくても透析導入に踏み切ることもある。透析患者の予後は動脈硬化による心疾患が多いため、糖尿病がある場合には早期導入した方が動脈硬化の進行を食い止められる可能性が示唆されているが、まだ結論は得られていない。
透析には腹膜透析(PD)や血液透析(HD)があり、前者は身体負担は高いが効果が持続しやすく、後者は逆の特徴を持つ。そのためどちらか一方を選ぶだけでなく、「PDファースト」「PDラスト」のように様子を見ながら両方の透析を組み合わせて治療を行うことも選択肢に入れる。
なお、急性腎不全は病態が全く異なるため、上述とは全く異なる。

## 急性腎不全における透析導入
Cr7.0 mg/dL、BUN80mg/dLといった急性腎不全では透析導入となることが多い。多くの急性腎性腎不全は急性尿細管壊死であるため、透析導入にて合併症を回避し、乏尿期から利尿期に移行すれば数日で透析から離脱することができる。
しかし、多臓器不全の場合には十分な利尿が得られないことが多い。急性血液浄化療法、特に急性腎障害(AKI)でのCHDFの適応としては尿毒症の出現（心外膜炎、中枢神経症状、消化器症状）、鬱血性心不全、肺水腫の出現、保存的治療で管理不能な電解質異常（K＞6.5mEq/L or Na＞155mEq/L or Na＜120mEq/L）、BUN＞84 mg/dLの高度の高尿酸血症、pH＜7.1の高度のアシデミア、乏尿、無尿（尿量＜200mL/12hr）、高体温、透析可能な薬物による中毒などが知られているが、十分なコンセンサスは得られていない。

## 血液浄化療法の分類

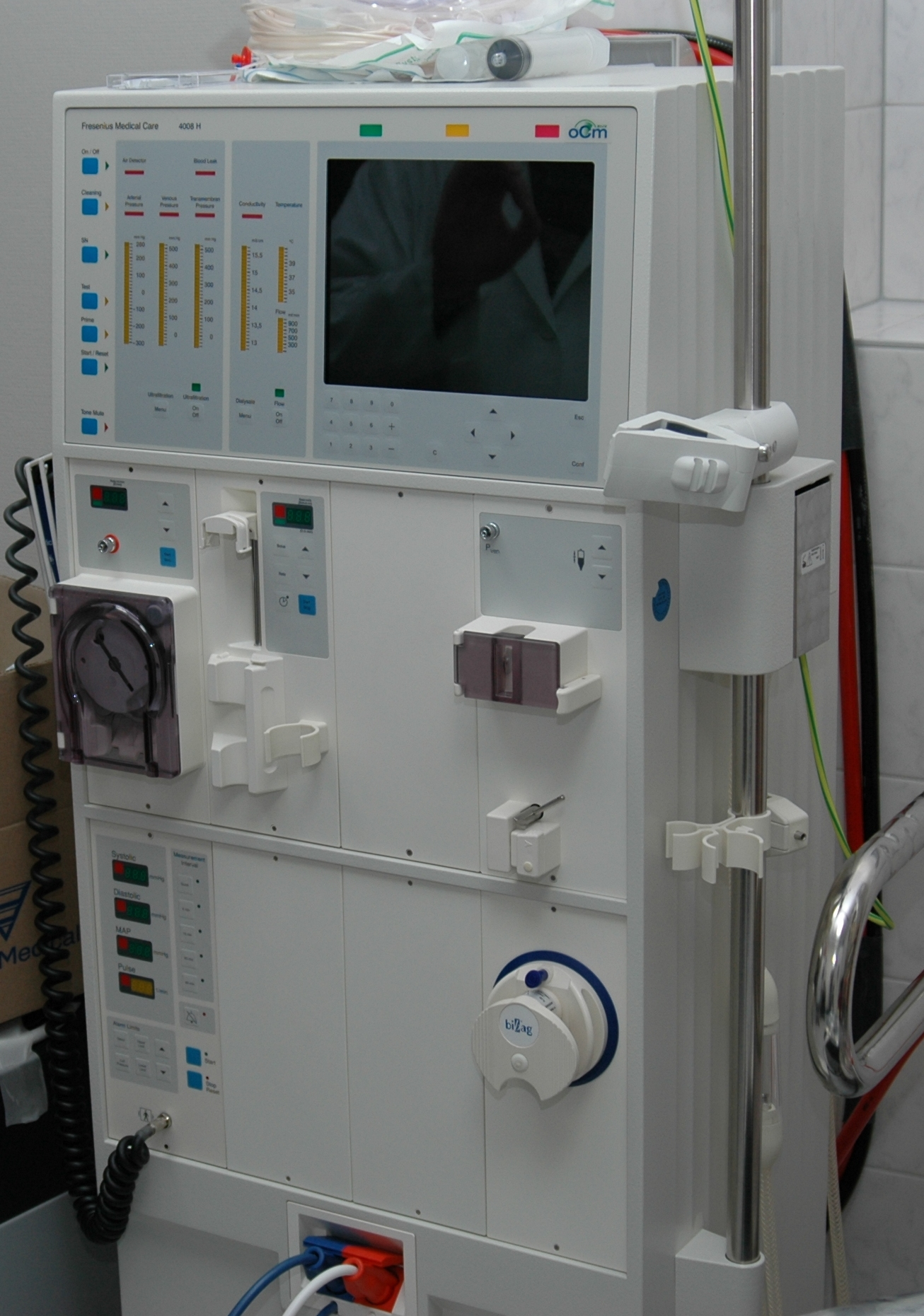
血液透析装置

### 血液透析 (Hemodialysis: HD)
患者に2本のカニューレ（Cannula）を挿入し、血液を体外へ導出して限外濾過と溶質除去を行う。残腎機能によるが、基本的に週に3回（月水金または火木土）の通院が必要。毎分100 - 250mLという大きな血流量を得るため、維持透析患者では動脈と静脈を体表近くで交通させた内シャントを作成し、ここにカニューレを穿刺する。シャントのない患者や緊急時には、透析専用のアクセスカテーテルを右内頸静脈または鼡径（そけい）静脈に挿入して血液透析を行う。
一般的には毎回4 - 5時間の透析をする必要がある。また、生体腎では週168時間かけておこなわれる体内浄化を、血液浄化療法では極短時間に行うため、急激な電解質変化と蓄積した尿毒症性物質の急激な減少により不均衡症候群を生ずることもある。
なお、血液透析を受けながらの就業・就学は地域によっては可能である。特に都市部では午後6時ごろから透析を開始する施設が数多く存在するため、業務終了後に通院することができる。また、近年では透析患者専用の旅行ツアーを用意している旅行代理店も存在し、日本各地ならびに海外への旅行が可能となっている。
1998年から日本でも在宅血液透析が健康保険法に収載され、特別な患者の負担無しに家庭での血液透析が可能となった。（水道代、電気代は自費）

### 腹膜透析 (Peritoneal Dialysis: PD)
患者自身の腹膜を透析膜として利用する手法。持続的携行式腹膜透析（continuous ambulatory peritoneal dialysis: CAPD）が有名である。腹腔にカニューレを留置し、腹腔内にグルコースを含む透析液を貯留することで時間をかけて老廃物を濾過する。1日に数回の透析液交換を患者自身で行うため、通院による拘束時間が血液透析と比較して短い。また、緩徐な透析を行えるため心血管系への負荷が少ない。
一方で腹腔に異物を留置することから、合併症として腹膜炎や出口部感染が大きな問題になる。また自宅で手技を行うためには、患者本人や介護者にある程度の判断力と技術が必要とされる。カニューレ挿入は開腹手術であり、通常は入院が必要である。術後には、入院中にチューブの接続方法や透析液の取り扱いに習熟しなければならない。
CAPDでは6時間毎に1日4回透析液を出し入れせねばならないが、最近では夜間睡眠をとっている間に透析液を自動的に腹膜内に出し入れする装置：APD（主にホームAPDシステム・ゆめシリーズを使用）も利用可能となっている。
以前は自らの手による回路との接続で雑菌等で腹膜炎を起こす者が多かったが、昨今は殺菌用の紫外線を照射しつつ自動的に腹膜透析用の機械とカニューレを接続できる機器（バクスター・クリーンフラッシュ）の開発で自宅でのCAPD、APDが以前より安全かつ容易になっている。
腹膜透析は長期にわたって施行すると、腹膜の機能の低下により腹膜肥厚や被嚢性腹膜硬化症などの合併症を引き起こすことがある。このため、腹膜透析を施行するのは長くても8年程度までとされている。通常は4 - 5年前後で血液透析への移行を検討することとなる。

### 血液濾過 (Hemofiltration: HF)
1970年代、Lee West Henderson らが提唱したHemofiltration（当時は Diafiltration と呼ばれた）は、日本でも山上征二らが専用の濾過膜やプロセッサ（血液濾過専用装置）の開発を行った。
開発当初ヘモフィルターの濾過速度が低く、フィルターを直列に2段接続し試用していたころもあったが（Hospal RP-6 2連、Toray B-1 2連、Nipro F-1 2連など）、開発が進み単独使用での治療が可能（Daicel HEMOFRESH など）となった。HEMOFRESH の膜素材はセルロースアセテートで、酢化度は2.5程度となった。
膜の評価は従来から用いられていたBUN、クレアチニン、VB12などに加え、イヌリン、オボアルブミンを用いている、中分子量領域の除去パターン確認は液体クロマトグラフィー (sephadex-G15) を用い紫外線254nmで吸光度を測定し検証している。
形状は平膜タイプのモジュールで濾過膜間に波板状のコルゲートを挿入し、血液が層流を維持しやすい工夫がなされている、またコルゲートの中間点にスリットを入れ、チャネリングを起こしにくい構造となっている。
当時はまだマイクロプロセッサ（マイコン）制御の血液浄化装置は無かったが、山上征二、泉暢英らがダイセル化学工業との共同開発を行い、CPUとしてintel 8085A (8bit) を用いた容量制御方式の血液濾過専用装置を作製し (Daicel YD-1)、全国の主要病院で臨床治験を行った。血液ポンプ、補液ポンプにはステッピングモーターを用い、ろ液と補充液のバランスには光センサを用いた、血液ポンプの制御にもステップ式に流量が増加するプログラムを組み込み、患者にやさしい動作を実現した、現在広く用いられているスロースタートアップの基になる技術である。マイコンを積んだ血液浄化装置としては本邦初という事で、読売新聞 (1981.4.2) にも掲載された。その後の1982年5月、本装置に補充液のオンライン化装置を付加したものを、UCSD（University of California, San Diego、カリフォルニア大学サンディエゴ校）の Henderson のもとに搬入し、ランニングを実施した。現在の透析液のオンライン化のはしりの装置と言える。
置換補充液の製剤形状も当初ガラス瓶入りの1Lバイアル（エアー管入り）を治療ごとに20本用意した、これは重量や廃棄の面でも問題があった。そのため、大容量のバッグ製剤を作るに至ったが、当時厚生省では1L以上の輸液バッグは前例がなく、認可を取るのに時間と労力を要した。山上征二、泉暢英らは当時のミドリ十字との共同開発でハルトマン変法液を封入した3Lバッグを開発して治験を行い、その利便性を検証した。その後厚生省より認可が下り、各社が大容量のバッグ入り血液補充液を上市した。
血液濾過法としては1983年2月に保険適応された。
血液透析では拡散現象により物質除去を図るため、拡散速度が大きな尿素やクレアチニンといった小分子量物質の除去には優れるが、比較的大分子量である低分子量蛋白領域と呼ばれる物質除去は効率が落ちる。
血液濾過は濾過流束に乗った物質除去を原理とするため、低分子蛋白領域物質の一部までの均一な除去が可能である。小分子量物質の除去は濾過速度QFとふるい係数SCに支配され血液透析には及ばないが、中分子量物質、低分子蛋白領域の物質除去は透析より勝るため、血液透析では改善できない病態の改善が認められている。また循環動態が不良であり、通常のHDに耐えられない場合、不均衡症候群が起こる場合にも用いられる。
透析では中空の半透膜（一部の製品で平膜あり）で構成されたダイアライザーと呼ばれるデバイスが用いられるが、血液濾過では比較的に除水能が高いヘモフィルターを用いる。ヘモフィルターに血液を体外循環させ大量の限外濾過液を取り出す。これは血液流量200mL/minに対して平均80mL/min程度となり、取り出された限外濾過液に相当する補充液を注入し血液浄化する。使われる補充液の量は約20L程度となる。ヘモフィルター通過後の血液に補充液を注入する方法を後希釈法と言い、通過前に注入する方法は前希釈法と呼ばれている。前希釈法では入口濃度が低下し、大量の補充液を必要とするため、ヘモフィルター内での濃縮効果が得られる後希釈法が一般的に用いられている。大量の補充液を必要とする前希釈法を実現させるためには、特に清浄化された透析液を補充液として利用するOn-line HF/HDFといった方法を用いる。後希釈法においては、過度の濾過速度（通常は血液流量に対し3分の1程度までに設定）を与えると、膜内層近傍においてファウリングと呼ばれる現象が生じ、膜固有の分子分画特性が失われるため、濾過速度設定には注意が必要である。

### 血液透析濾過 (Hemodiafiltration: HDF)
HDとHFを同時に行う血液浄化療法で、通常のHDでは循環動態が悪くなる患者に対して用いることが多い。HDよりも小分子除去に優れ、中分子除去についてもHFより劣るもののHDよりは優れている。

### 持続的血液透析濾過療法 (continuous hemodiafiltration：CHDF)
急性腎不全の重症例や全身状態の悪い症例に対して行われる血液浄化法である。HDFを24時間持続的に行うということである。患者を長期拘束をし、長時間の抗凝固薬の投与による出血のリスク、ICU管理となることが多いので面会の制限などがあるものの、少量ずつ透析を持続的に行うため、全身状態に与える影響が少なく、血管外物質の除去効率が高いというメリットがある。

### アフェレーシス (apheresis)
血漿交換 (plasma exchange: PE)、二重濾過法 (double filtration plasmapheresis: DFPP)、血漿吸着療法 (plasma adsorption: PA)、直接血液吸着療法 (direct hemoperfusion: DHP)、白血球除去療法などが知られている。

## 腹膜透析と血液透析の違い
慢性腎不全における腹膜透析と血液透析の違いをまとめる。HFとHDFといった血液浄化療法は、HDよりさらに高い質の血液浄化を求める場合に選択される治療法であるため、基本的にはこの2つを考えるのが主流である。最初から安定的に高水準の溶質除去を求める場合には、HDF等が考慮されることもある。
| 項目               | HD       | CAPD         |
| ------------------ | -------- | ------------ |
| 食事制限           | 厳しい   | 緩やか       |
| 中分子除去能       | 小さい   | 大きい       |
| 小分子除去能       | 大きい   | 小さい       |
| タンパク質喪失量   | 小さい   | 大きい       |
| 血液、体液への影響 | 大きい   | 比較的小さい |
| 血糖、脂質値       | 影響なし | 上昇しやすい |

病態による使い分けも存在するのと同時に、患者自身の求める生活の質によって透析方法が選択される場合もある。血液透析は、まず内シャント造設術を行い、週に3回、4 - 5時間の透析を医療機関にて行う。腹膜透析、特に近年の主流のCAPDはまずテンコフカテーテル留置術を行い、その後実質毎日24時間透析を行うという形になる。しかし、患者自身が透析を意識するのは1回につき、20 - 30分の透析液の交換を1日4回行うときのみである。腹膜透析の方が時間的制約は少ないが、すべての処置を自分でしなければならないため、日常生活に障害がある場合には非常に難しいと言われている。

### 腹膜透析（特にCAPD）の流れ
腹膜透析を始めるには、まず腹腔内にカテーテルを留置する手術（テンコフカテーテル留置術）を行う。留置後はカテーテルの洗浄を数日間行い、その後500mLから透析液の貯留を始める。体格に合わせて1回1.5 - 2Lまで増加させる。その後、腹膜平衡試験 (PET) を行い腹膜透過性の評価を行う。この結果には透過性の低い順にLow、Low Average、High Average、Highの4つがあるが、LowやHighといった腹膜の性質では腹膜による維持透析の管理が困難である可能性がある。また、残腎機能を含めたWeekly Ccr、Weekly Kt/Vも同様に評価を行い、透析スケジュール（透析液濃度、滞留時間、交換回数等）の調節を行う。透析液はグルコースの濃度、カルシウム (Ca) 濃度が大きな変数となるが、近年では高カルシウム濃度の透析液を用いるのが主流であり、また中皮障害を防止する目的で中性透析液を用いる。
CAPDではHDと異なり、浸透圧と拡散現象を用いて尿毒物質の除去を行う。長時間、透析液を腹腔内に入れておくと濃度勾配がなくなり拡散が弱まる。6時間ほどでクレアチニンの拡散も止まるので透析液を交換するという原理である。血液透析と異なり、限外濾過ではなく浸透圧による除水を行い、浸透圧物質としてグルコースやある種のデンプンを用いている。そのため糖尿病の患者では血糖コントロールが不安定になりやすい。かつては血液透析では中分子除去が苦手であったため、中分子除去という観点から腹膜透析が好まれていた。しかし中分子除去も可能なハイパフォーマンス膜という透析膜が開発されたため、その優位性がなくなった。しかし、心血管への負担が少ないこと、自尿を維持しやすいこと、血液透析と比べて食事制限が緩やかであることから、PD firstという考え方は存在している。透析導入が必要と判断された場合にCAPDが可能な状況ならまずはCAPDを行う方が予後が良いという考えである。しかし、長期間にわたる腹膜透析には被嚢性腹膜硬化症という合併症のリスクがあるため、4 - 5年程度で血液透析へ移行する必要がある。また、主要なトラブルとして腹膜やカテーテル挿入部への感染症があり、予防のために厳密な清潔操作を患者本人が行う必要がある。

### 血液透析の流れ
血液透析を定期的に行うためには、大量の血液を透析機へ供給するための血管が必要である（ブラッドアクセスの確立）。そのために内シャント造設術という手術を受ける場合が多い。この手術は、手首のすぐ上で橈骨動脈と橈側皮静脈を吻合して橈側皮静脈に大量の動脈血をバイパスさせ、橈側皮静脈を透析用の血管として用いることができるようにする手術である。橈側皮静脈がシャントを作るのにふさわしくない場合、肘やタバコ窩（親指の付け根付近）で動静脈吻合を行ったり、動脈表在化を行う。また、人工血管を用いてシャント造設を行う人工血管移植術（人工血管グラフト）を行うこともある。グラフトの場合、シャント閉塞や感染を起こす危険性が高くなる。
内シャント造設術後のトラブルとしては、シャント血管圧迫や血圧低下によるシャント閉塞、慢性の通過障害による内シャント瘤やグラフト瘤、末梢の血流低下による痺れや蒼白、冷感などが生じるスティール症候群、血流異常によって静脈圧が上昇し手が赤白色に腫脹し痛みも伴う静脈高血圧症、シャント感染、循環動態の乱れによる高拍出性心不全などが知られている。
シャントはシャント造設術後、自分の血管を使用しているものは数週間で血液透析が行えるくらいに成熟するが、吻合部・縫合部の回復を中心に考えれば数日のうちに使用することも可能である。また、長年の使用で徐々にシャント血管が老化して使用できなくなることがあり、その場合には反対側の腕などにシャント血管を作り直す手術が必要となる。緊急の血液浄化が必要な場合、一時的に右内頸静脈や鼡径静脈からアクセスカテーテルを挿入して血液透析を行うこともできる。

## 間欠的血液透析と持続的血液濾過療法
多臓器不全を合併する重症患者の透析としては、日本では持続的血液濾過透析 (CHDF) が用いられることが多い。特に急性腎障害 (AKI)、低心機能症例や重篤な炎症がみられる症例においてよく選択される。CHDFでは間欠的血液透析 (IHD) と比べて有利な点がある。それは除水時の血圧低下など循環動態への影響が少ないこと、また血中尿素窒素の濃度変化も緩徐であることから、浸透圧変化による細胞浮腫のリスクが低いことが挙げられる。
|           | 血流量(mL/min) | 透析液流量(mL/min) | 置換液(mL/min) | 透析時間      | ダイアライザー膜面積(m2) |
| --------- | -------------- | ------------------ | -------------- | ------------- | ------------------------ |
| CHDF 日本 | 80 - 120       | 7 - 10             | 5 - 8          | 24hr以上      | 0.7 - 1.2                |
| CHDF 欧米 | 140 - 150      | 14 - 24            | 14 - 24        | 24hr以上      | 0.9 - 1.6                |
| IHD 日本  | 180 - 200      | 500                | 0              | 4hr×3day/week | 1.2 - 1.8                |
| IHD 欧米  | 350 - 500      | 700                | 0              | 4hr×3day/week | 1.5 - 2.1                |

IHDより程度は少ないが体外循環開始時の血圧低下が認められることがある。また回路内の血小板の消費、持続的に使用する抗凝固薬の使用による出血傾向、ブラッドアクセスカテーテルによる感染、出血、血栓、透析液使用による電解質異常（低カリウム血症、低燐血症）、ダイアライザーや抗凝固薬でのアレルギーなどが認められることがある。日本におけるCHDFの設定は血液流量60 - 100mL/min、透析液流量500mL/hr、濾過液流量300mL/hr、補充液流量800mL/hrとし、患者の状況に応じて除水量を設定する場合が多い。

## 血液透析の維持と評価
血液透析は血液回路、透析モニター、ダイアライザーの3つのコンポーネントに分解するとわかりやすい。まず血液透析は拡散と限外濾過によって尿毒物質の除去を行うものである。血液透析の成績を左右する因子として、週に何回行うという透析回数、1回あたりにかける透析時間、用いる透析器械、ダイアライザーの種類、用いる抗凝固薬といったものが挙げられる。

### 血液回路
バスキュラーアクセス（ブラッドアクセス）として内シャントから血液ポンプを介して一分間に数百ミリリットルの流量で血液を取り出し、ダイアライザーへ送り込む。血液の体外への循環中に血液が凝固することを防ぐ目的で、抗凝固薬を持続注入する。抗凝固薬にはヘパリンのほか、低分子ヘパリン、メシル酸ナファモスタット、アルガトロバンなどが用いられることがある。血液浄化を行う上で、短時間透析を行うのは生体の構造上不可能であるといわれている。血液透析は細胞外液のうちの血液を用いて体内の尿毒物質を排除するという治療法である。あまりに短時間の透析をしてしまうと細胞内液や間質液に含まれている物質が血液に移行する前に透析が完了してしまい、透析不十分になる可能性が高い。透析時間と予後については知られた関係であり、長い方が良いとされる。

### 透析液供給装置
濃縮液を精製水によって35倍希釈し、温度、濃度をチェックした後にダイアライザーに供給している。透析液の組成は電解質に関しては正常血漿に類似しており、尿素、クレアチニンといった老廃物は含まれていない、緩衝剤である重炭酸を高濃度含有しているということが特徴である。近年では限外濾過を行うために除水量制御装置が必要である。

### ダイアライザー
近年は中分子の除去も可能なハイパフォーマンスメンブレンを用いることが多い。ダイアライザーの性能はクリアランスで示される。クリアランスは血流量に依存するが大抵は200mL/minになるとダイアライザー固有の値になることが知られている。一般にダイアライザーの尿素クリアランスは、設定した血流量の95%程度である。ダイアライザーにはいくつかの種類が知られている。再生セルロース膜は昔から使われているダイアライザーであり、β2ミクログロブリンといった中分子除去はできないがアルブミンなどが除去されてしまうことがないため、栄養障害のある高齢者には用いられることがある。合成高分子膜にはPAN（ポリアクリルニトリル）やPS（ポリスルホン）、PMMA（ポリメチルメタアクリレート）などがある。中分子除去、除水ともに良好である。しかし、アルブミンが除去されてしまったりPANはACE阻害薬との併用が禁忌であったりと、すべての膜にそれぞれの癖がある。また、膜の素材にアレルギー反応を起こす事がある。

### 血液透析の評価

#### TACBUN
尿素は、総体液中にほぼ均一に分布している分子量60の小分子である。そのため、血液浄化療法の治療を決定する上で重要な情報となりえる。一般に尿素は血中尿素窒素 (BUN) にて測定されることが多い。透析患者のBUN値は変動しているため、BUNにて透析状態を評価するには何らかの基準が必要である。1週間の透析中および非透析時のBUNを時間的に平均した値がTACBUNである。月、水、金の週3回透析であれば月曜日の透析終了時のBUNと水曜日の透析前BUNの平均値に相当する。TACBUNが65mg/dL以下では合併症をおこす確率が低く、それ以上では合併症を起こすリスクが高いと言われている。タンパク質を0.8g/kg/day以上摂取し、TACBUNが65mg/dL以下ならば透析は順調と考えられる。注意すべき点としては尿素自身は尿毒物質ではなく、溶質の除去が十分にできているのかという指標であるというもので、それ以外の物質と併せて評価が必要である。

#### 尿素除去率
透析前後でBUNがどれくらい除去できているのかを%で表した値である。（透析前BUN - 透析後BUN） / 透析前BUNである。70 - 80%ならば透析は十分できているが、70%以下では透析不十分の可能性がある。またあまりに高値の場合には再循環を起こし、十分な透析ができていなかった可能性がある。

#### 標準化蛋白異化率(n-PCR)
蛋白異化率は正味の蛋白分解量なので、蛋白摂取量と正味組織蛋白分解量の和である。過度の蛋白異化・同化などがなければ正味の組織蛋白分解量は0であるので、蛋白異化率は蛋白摂取量に等しくなる。月水金透析であれば、蛋白異化率＝{0.1/44×基礎体重×（水曜日透析前BUN-月曜日透析後BUN）+1.2}×9.35 が知られている。この値が 0.9 - 1.5g/kg/day の範囲内にないと予後が悪くなる。透析患者の食事療法の評価n-PCRから計算できている。

#### 標準化透析量
標準化透析量はKt/Vで求められる。Kはダイアライザーの尿素クリアランス (mL/min) であり（カタログスペックに安全係数として0.9を掛けることが多い）、tは透析時間(min)でありVは尿素の分布容積である。尿素の性質から総体液量、すなわち体重の60%に一致する。Ktは透析量、すなわち1回の透析過程でどれだけ血液量から尿素が完全に浄化されたかを示す値と言える。これをVで割るので透析過程で総体液量の何倍の血液量を完全に浄化したのかを示すのが標準化透析量といえる。少なくとも1以上にならなければCcr10mL/min以下の除去能となるので透析不足である。1.6以上を保つのが理想的だが、現在のところKt/Vが高ければ予後が良いことを示すエビデンスはない。臨床的にはKt/V=-ln（透析後BUN/透析前BUN）で計算することがある。しかし病態把握をするには、まず標準化透析量に基づき透析のプログラムをたて、一通り透析を行ってからTACBUNと蛋白異化率を計算し、透析が十分かを評価した方が望ましいと考えられる。
Sinzato式による透析量の自動計算フォームがある。

#### ドライウエイト (DW)
ドライウエイトとは基礎体重と同義と考えられており、浮腫がなく、血圧正常、心胸郭比は極一般的には50%以下であり、極端に小さな数字は、脱水域の体重と考えられている。しかし、これを決定する方法論は確立していない。様々な所見（HANP、BNP、浮腫度合）から、医師、看護師、臨床工学技士、その他スタッフ、ならび患者自身が総合的（摂食状況、活動量、体調、透析状況等）に評価を行う。

#### 尿素以外の溶質
透析前最悪値でK≦5.5mEq/L、Pi≦6 mg/dL、HCO3≧19mEq/Lとなっていなければ食事制限や炭酸水素ナトリウムの投与を検討する。

#### β2ミクログロブリン
アミロイドーシスの原因となるので30mg/L未満となるようにする。高値なら中分子除去の方法を検討する。

#### PTHインタクト
正常値は60pg/mL以下であるが、透析患者の場合には低Ca刺激による二次性副甲状腺機能亢進症を来たし、高値となりやすい。60 - 180pg/mLとなるようにコントロールするべきである。骨型アルカリホスファターゼを測定することもある。

#### HANP
ヒト心房性ナトリウム利尿ペプチドは心不全のマーカーであるがBNPと比較してより心房の負荷、すなわち容量負荷の状態を反映する。正常値は8.0 - 32.2pg/mLである。透析中の患者では透析後採血で40 - 60pg/mL程度が望ましいといわれている。BNP（ヒト脳性ナトリウム利尿ペプチド）は心室負荷、心不全をより反映すると考えられている。正常値は18.4pg/mL以下である。心不全の際は100pg/mLを超え、時には1000pg/mLに達する。こちらは透析管理のためというよりは腎不全による心疾患の進行を調べるために測定する。

#### 胸部単純X線写真
月に1回の頻度で透析後、肺鬱血、胸水や心拡大がないかを評価し、ドライウェイトの設定その他に利用する。

#### 心エコー
年に1回の頻度で腎不全による心疾患の評価を心臓超音波検査にて行う。

## 血液透析中の合併症
透析中の合併症としては再循環、不均衡症候群、血圧異常、筋肉の痙縮、血管痛、空気塞栓、透析液異常など多数がある。これらは透析の原理を考えることである程度の説明は可能である。なお腹膜透析の場合には、細菌性腹膜炎や硬化性腹膜炎といった合併症が有名である。

### 溶質の透析異常
透析中の溶質の動きに注目する。血液透析は血液を浄化することで細胞外液、細胞内液の浄化を行おうという考え方である。物質によって細胞内液、間質液、血液の移行速度が異なることに注意する。小分子や中分子はタンパク質と結合していない限り、血管壁を自由に通過することができる。そのため濃度勾配がなくなるまで間質から血管内へ物質が拡散する。そのため小分子、中分子に関しては細胞外液全体を浄化できていると考えることができる。しかし細胞内液に関しては尿素を除き、自由には透過することができない。そのため、体液中の多くをしめる細胞内液に関しては少しずつしか浄化することができない。短時間透析がうまくいかない理由はここにある。透析時間を短くすると一時的に細胞外液は浄化されるが、細胞内液からの濃度勾配によって物質が流入してくるのですぐにもとの状態に戻ってしまうことが知られている。

#### 再循環
浄化した血液が全身を回らず透析されてしまう状態である。透析後の血液検査上、十分な透析ができているように見えるが、実際には血液の一部しか浄化できていないため、浄化した血液に触れる機会が少なかった間質液、細胞内液からの溶質の流入がおこり、しばらく時間がたつと透析不十分な血液データになる。シャント血管への穿刺部位の選択を誤った場合、透析されて血管に戻った血液がそのまま再びダイアライザへと向かってしまい、非常に狭いループで血液が循環してしまう。

#### 不均衡症候群
血液脳関門では尿素の透過性が低いため、脳脊髄液および脳細胞と血液の間には他の細胞膜と異なった尿素の不均衡が生じる。血液透析によって脳脊髄液以外の尿素はすみやかに除去されるが、脳脊髄液、脳細胞内の尿素は除去されず不均衡が生じる。それは血漿浸透圧の式からもわかるように浸透圧勾配を生み出し、水分流入による脳浮腫、脳圧亢進を招く。これが頭痛などの原因と考えられている。これを防止するため、透析時に血液の浸透圧を高めるべくグリセリンのような頭蓋内圧の亢進を治療する薬剤を使用することもある。

### 溶液の透析異常
血液透析中の循環血漿量の減少速度は指数関数的であり、前半ほど除水効率は高いと考えられている。循環血漿量の低下による代償機構は静脈収縮、心拍数の増加、末梢血管の収縮、血圧の低下という順に起こる。透析中も収縮期血圧が100mmHg、平均血圧60mmHgを維持できるように透析は調節するように心がける。

#### 血圧低下
血圧の低下は発生時間によって3種類に分かれると考えられている。
| 発症時間 | 原因                       | 治療                                     |
| -------- | -------------------------- | ---------------------------------------- |
| 開始直後 | 循環血漿量の減少           | 除水速度の配分変更                       |
| 30分以内 | 循環血漿量の減少速度が高い | アルブミン点滴                           |
| 30分以降 | 循環血漿量の絶対量が低い   | 生理食塩水、高張液の点滴、または除水中止 |

透析前半に発症する場合には、循環血漿量の減少に心血管系の代償機能が作動しきれず血圧低下をきたすものである。低アルブミン血症などの高リスクの患者で起こりやすい。この場合、細胞外液を補充しても同じ速度で透析中の低血圧を繰り返す。そのため、アルブミンやデキストランの点滴や限外濾過速度を小さくするくらいしか方法はない。透析後半に起こる場合には循環血漿量の低下によって起こるものであるため、輸液でも限外濾過速度の抑制でも有効である。

### 長期血液透析の合併症
心血管疾患、続発性副甲状腺機能亢進症、腎性骨異栄養症、透析アミロイドーシス、後天性嚢胞性腎疾患などが起こるとされている。

## 透析患者の主な合併症
主な合併症 は、
- 貧血と腎臓～腎性貧血
- 骨と腎臓～腎性骨異栄養症
- 透析アミロイド症（手根管症候群、ばね指、骨・関節症）
- 動脈硬化・石灰化症
- 心不全・肺水腫
- 感染症
- かゆみ
- 悪性腫瘍[8]。林(1997)は、腎臓、大腸の腫瘍のみ高頻度で発生する可能性を報告している[9]。

### 慢性腎不全の高血圧
腎不全患者の血圧管理は透析導入前と透析導入後でマネジメントが大きく異なる。透析導入前の血圧管理は糸球体内圧の上昇による腎障害の進行を防ぐのが目標であり、塩分制限といった食事療法や降圧剤の投与といったことがされる。降圧剤はガイドラインではACE阻害薬やARBからはじめ、コントロール不良であったら、カルシウム拮抗剤や利尿薬を併用し、シナジーを得るようにするように進められている。カルシウム拮抗薬に比べて、その他の降圧薬は効果が出るのに時間がかかるので外来での内服開始後、1週間くらいでは効果が分からないことが多い。降圧剤の選択に関しては腎機能が高度に障害されるとそれ相応の処方の仕方というものがある。カルシウム拮抗剤は輸入細動脈を拡張させる作用があり、ACE阻害薬やARBは輸出細動脈を拡張させて糸球体内圧を低下させ、タンパク尿の減少を行う作用がある。カルシウム拮抗薬は全体の血圧が下がれば悪影響はないと考えられているが、降圧効果不十分であると糸球体内圧を上げ腎障害を進行させるリスクがある。そのためガイドラインでは腎障害時の降圧薬としてはACE阻害薬やARBが推奨されているが、これらの薬は一過性にGFRを低下させる作用もある（代償機能をブロックするため）。そのため高度の腎障害の時に処方開始すると糸球体虚脱を起こすリスクがある。また、利尿薬はループ利尿薬とサイアザイド系がよく用いられるが、サイアザイド系は糸球体濾過量が50mL/min以下では全く降圧効果がないため注意が必要である。
腎不全が進行すると糸球体濾過量が低下するため、体液量依存性の高血圧が生じる。体液が貯留することで心拍出量が増加し心臓に負荷がかかるため、全身自己調節がはたらき、末梢の血管が収縮し全身の体液量を減らす方向に働く。すなわち腎性高血圧は慢性期になると心拍出量は正常化している。人工透析によくなるように調節することで末梢の血管は拡張し、血圧、体液量ともに正常化する。このプロセスで安易に降圧薬を投与すると透析中の血圧が低下し、コントロール不良となる。

### 透析患者の高血圧
透析中の患者はDWの設定や体重増加によって大きく異なる点が特徴である。高血圧が進行したらDWが適正か再評価する。起立性低血圧が起らないのが理想的だが、糖尿病性神経症がある場合には、適正なDWでも起立性低血圧が起りえる。体重増加の大きな原因は食塩の過量摂取ある。透析間の体重増加はDWの3%以内が望ましいが、5%までは許容範囲である。それ以上の体重増加がある場合、透析中の合併症が起きやすく十分な除水が困難となることが多い。用いる薬物療法としてはサイアザイド系利尿薬は効果がなく、ループ利尿薬も難聴の副作用があり、尿量確保ができなければ用いるべきではない。結局Ca拮抗薬、ACEI、ARB、βブロッカーが用いられることになる。Ca拮抗薬は降圧効果が強く、透析が必要な末期腎不全では肝排泄性であるため好まれる。また常用量で使用できる点も非専門医でも扱いやすいところである。ARB、ACEIでは心臓のリモデリング作用に期待できるが、PAN透析膜使用中にアナフィラキシーが起ったという報告もある。

### 透析患者の不快な症状
透析患者がよく訴える不快な症状として腓(こむら)返り、皮膚の痒み、足のうらの違和感などがある。
漢方薬治療
透析患者の不快な症状の緩和に漢方薬が用いられることがある。腓返りに対しては芍薬甘草湯（しゃくやくかんぞうとう、ツムラ68番）が用いられる。透析中に足がつる場合には、透析前に服薬する。皮膚の痒みには当帰飲子（とうきいんし、ツムラ86番）を用いる。足の裏の違和感には牛車腎気丸（ごしゃじんきがん、ツムラ107番）が用いられる。漢方薬服用時に飲水量が増えてしまうことがあるので注意が必要である。

## 諸注意
長期透析患者は、主にビタミンD活性化障害のため低カルシウム血症になりやすい。一方、リン酸排泄は低下するため、血清リン酸濃度が上昇する。低カルシウム血症および高リン酸血症の2つの刺激により、副甲状腺からのパラトルモン（副甲状腺ホルモン）分泌が亢進し、骨を壊す破骨細胞が活性化されると、骨からのカルシウム放出が増大する。その結果、骨粗鬆症および異所性石灰化が起こりやすくなる。異所性石灰化とは、骨ではない場所にリン酸カルシウム(骨の主成分)が沈着してしまうことである。異所性石灰化は動脈硬化性病変の進行を促して、心血管系や脳血管系の障害発生を高める。実際、透析患者の死亡原因では心血管・脳血管系の障害が上位を占めている。

## 問題

### 利権問題・腎移植
日本は腎臓病患者の透析率が95%で、アメリカと韓国の40%などに比べて極めて高い。透析に詳しい医師らは、患者1人あたり年500万円を国が負担してくれる日本では、病院にとって透析を一旦始めると「儲かるビジネス」になっていると指摘している。『週刊現代』は、透析専門に行う病院・大学病院などから患者を紹介料を払って買っている病院、造血剤を売るために医薬情報担当者に接待する製薬会社など「透析利権」を報道している。
高橋公太医師は、日本では透析をすれば長生きできる、腎臓が悪くなったらすぐ透析との誤解が信じられているが、長期間の透析は合併症も引き起こすために、20代で開始なら50-60歳で亡くなると明らかにしている。高橋医師は日本では腎移植の認知度が低く、生活の質 (QOL) など肉体的負担や経済的負担を考慮しても、腎移植の方が良いと述べている。2016年に新村浩明医師も『週刊現代』に対し、日本では腎移植が年間1,600で、アメリカの1万8,000に対してかなり少ないなど移植医療の普及を訴えている。

### 排水
血液透析装置は内部にカルシウムが付着するため強酸性の洗浄剤を使用するが、強酸性の廃液により下水管を損傷した事例がある。